# Adenanthos sericeus
Adenanthos sericeus là một loài thực vật có hoa trong họ Quắn hoa. Loài này được Labill. miêu tả khoa học đầu tiên năm 1805.